# Gaspard Gilbert Delamalle
Pour les articles homonymes, voir Delamalle.
Gaspard Gilbert Delamalle, né le 25 octobre 1752 à Paris et mort le 22 avril 1834 dans la même ville est un avocat et haut fonctionnaire français, bâtonnier du Barreau de Paris à son rétablissement.

## Biographie

Blason de Gaspard Gilbert Delamalle : Parti : au premier, de sable à deux palmes d'or, nouées d'une branche d'olivier du même ; au deuxième, d'azur au soleil d'or, cantonné à dextre en pointe, dissipant un nuage de sable, cantonné à sénestre en chef ; à la champagne du tiers de l'écu de gueules, chargée du signe des chevaliers légionnaires. Livrées : les couleurs de l'écu.

Né à Paris le 25 octobre 1752, fils de Jean Jacques Delamalle, chirurgien à Paris, membre du collège de Chirurgie et d’Élisabeth Baudeau, Gaspard-Gilbert Delamalle, fut reçu avocat au Parlement de Paris le 29 novembre 1774. 
Arrêté par le Sûreté Générale le 17 septembre 1793, écroué à la Prison des Madelonnettes puis à celle de Port-Libre, il en fut libéré après le mort de Robespierre le 28 juillet 1794 et reprit ses activités d'avocat à partir de 1797. 
Membre du Comité de l'Instruction Publique depuis 1807, nommé Conseiller de l'Université le 6 septembre 1808, il devient donc, le 14 mars 1811, le premier Bâtonnier de Paris à la suite du rétablissement du Barreau. 
Cinq ans auparavant, le 14 avril 1806, dans la Bibliothèque du lycée Charlemagne, Delamalle avait prononcé l'éloge de François Denis Tronchet « dernier Bâtonnier de l'Ordre des Avocats ».
Commissaire général de police à Livourne en 1810, il est nommé au Conseil d'État le 2 juillet 1811, et fait Chevalier de l'Empire par Lettre Patente du 25 juillet 1811, Conseiller d'État (1811 - 1830) il sera vice-président du Comité de la Marine (1823 - 1830), puis Conseiller d'État Honoraire (1830).
Il devint, sous Charles X, l'inspecteur général des écoles de droit.
Il fut successivement Chevalier (30 juin 1811), Officier (6 avril 1813) puis Commandeur (1er mai 1821) de la Légion d'honneur. 
Il est décédé à Paris le 22 avril 1834 et fut inhumé au cimetière du Père-Lachaise (58e division).

## Vie familiale
De son mariage, à Paris, le 21 novembre 1785 avec Agathe Louise Élisabeth Sarraire (1770-1845), il eut trois fils : 
- Jean François Delamalle (1786-1814), Auditeur au Conseil d'État, Préfet des Pyrénées-Orientales ;
- Aimé Benoit, vicomte Delamalle (1788-1863), Maréchal de camp, Conseiller Général de la Nièvre ;
- Charles Victor Delamalle (1791-1827), substitut du Procureur général à Paris puis Procureur général à Angers, dont la fille Agathe Delamalle (1819 - 1853) épousera Ferdinand de Lesseps (1805-1894), membre de l'Académie française, père de Jacques Delamalle.

## Œuvres
- Éloge de Suger, ministre et régent du royaume en réponse à la satire intitulée "Suger, moine de Saint-Denis" (1780)
- Consultation délibérée a Paris, pour les quatre-vingt-quatre citoyens détenus dans la tour de Caen, depuis le 5 novembre 1791 (1791)
- L'Enterrement de ma mère, ou Réflexions sur les cérémonies des funérailles et le soin des sépultures, et sur la moralité des institutions civiles (1794-1795)
- Considérations sur le projet de faire juger les procès sur rapport dans les tribunaux civils (1799)
- Éloge de Mr. Tronchet, sénateur, grand officier de la légion d'honneur, ancien premier président de la Cour de cassation, ancien avocat au Parlement de Paris, et dernier bâtonnier de l'ordre des avocats (1806)
- Essai d'institutions oratoires à l'usage de ceux qui se destinent au Barreau (Paris - 1816-1822, 2 volumes)
- De la filiation et de la paternité légitimes, et particulièrement de la règle: Pater est quem nuptiae demonstrant (1817)
- Institut royal de France. Académie française. Discours qui a remporté le prix d'éloquence proposé par l'Académie française en 1820, et dont le sujet était : Déterminer et comparer le genre d'éloquence et les qualités morales de l'orateur du barreau et de l'orateur de la tribune, par M. Delamalle (1820)
- Notice sur M. Angrand d'Alleray, lieutenant civil au Châtelet de Paris, mort, condamné révolutionnaire, le 28 avril 1794 (1826)
- Plaidoyers choisis et œuvres diverses (1827)

## Source
- Pierre-Antoine Berryer, Leçons et modèles d'éloquence judiciaire, 1838
- Joachim Antoine Joseph Gaudry, Histoire du barreau de Paris depuis son origine jusqu'à 1830, Volume 2, 1864
- Emile Lefranc, Histoire élémentaire et critique de la littérature, 1841